# La Sauvetat, Gers
 La Sauvetat  là một xã thuộc tỉnh Gers trong vùng Occitanie tây nam nước Pháp. Xã này có độ cao trung bình 290 mét trên mực nước biển.